# كورنيل وارنر
كورنيل وارنر (بالإنجليزية: Cornell Warner)‏ مواليد 12 أغسطس 1948 في جاكسون، هو لاعب كرة سلة أمريكي سابق. بدأ مسيرته الاحترافية في سنة 1970. تم اختياره من قبل فريق بوفالو بريفز خلال الدرافت. يبلغ طوله 6 قدم 9 بوصة (2.1 م). اعتزل اللعب في 1977. أحرز خلال مسيرته في الإن بي إيه 2860 نقطة بمعدل 6.4 نقاط في المباراة الواحدة.

## المسيرة الاحترافية
لعب مع بوفالو بريفز من سنة 1970 إلى 1973، ثم لعب مع كليفلاند كافالييرز من سنة 1972 إلى 1974، ثم لعب مع ميلووكي باكز من سنة 1973 إلى 1975، ثم لعب مع لوس أنجلوس ليكرز من سنة 1975 إلى 1977.

## روابط خارجية
- كورنيل وارنر على موقع إن بي أي (الإنجليزية)
- كورنيل وارنر على موقع سبورتس رفرنس (الإنجليزية)
- كورنيل وارنر على موقع ريلجم (الإنجليزية)
- كورنيل وارنر على موقع بروبوليرز (الإنجليزية)